# Run Rudolph Run
Run Rudolph Run, in einigen Coverversionen auch Run Run Rudolph, ist ein Weihnachtslied des amerikanischen Rock-’n’-Roll Sängers Chuck Berry. Das Lied wurde von ihm selbst gesungen und erschien 1958 bei seinem Label Chess Records als B-Seite der Single Merry Christmas Baby. Nach einem Rechtsstreit wurde auch Johnny Marks, der die Urheberrechte für den Namen „Rudolph“ beanspruchte, als Urheber aufgenommen.
Seit dem Erscheinen wurde es von zahlreichen Künstlern vor allem aus dem Bereich der Rockmusik gecovert, darunter etwa Keith Richards, Lynyrd Skynyrd, Bryan Adams, Sheryl Crow, Billy Idol und Lemmy Kilmister zusammen mit Billy F. Gibbons und Dave Grohl. Es war zudem Teil der Filmmusik mehrerer Filme, unter anderem bei Kevin – Allein zu Haus von 1990, sowie den Weihnachtsfolgen einiger Fernsehserien.

## Hintergrund und Veröffentlichung
Nach Angaben von Chuck Berry wurde das Lied Run Rudolph Run von ihm allein geschrieben. Die erste Veröffentlichung nannte neben „C. Berry music“ auch einen „M. Brodie“. Später wurde Johnny Marks mit angegeben, da er als Komponist von Rudolph, the Red-Nosed Reindeer (1949) und Schwager des ursprünglichen Autors der Geschichte zu dem rotnasigen Rentier die Rechte an dem Namen Rudolph hatte. Ob „M. Brodie“ identisch mit einem in Datenbanken auftauchenden Marvin (Lee) Broadie ist, ist unklar; nach einigen Angaben wurde diese Person erfunden.
Die Erstaufnahme des Liedes stammte ebenfalls von Chuck Berry im Jahr 1958 bei Chess Records.

## Text und Musik

### Musik

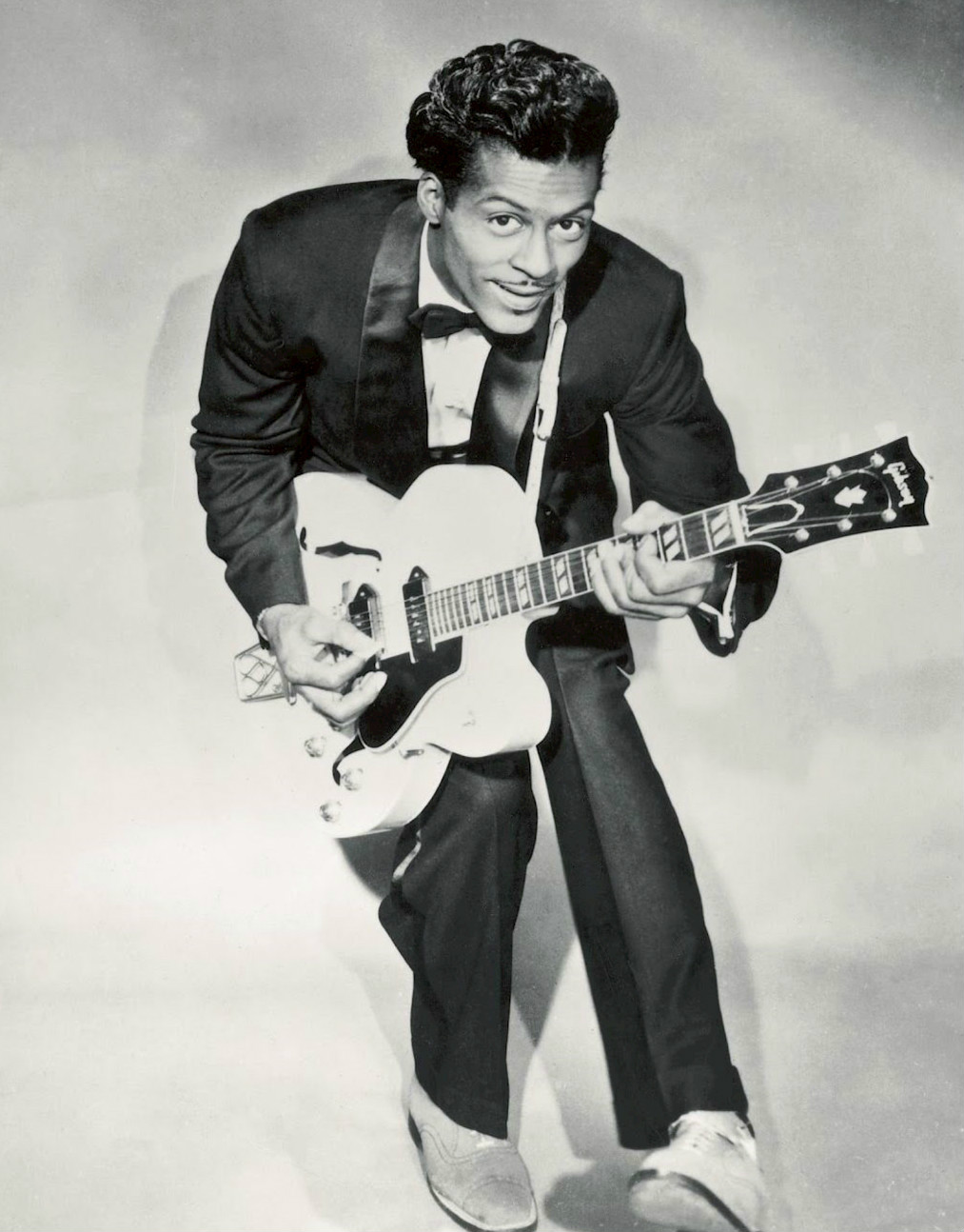
Chuck Berry, etwa 1958

Musikalisch ist Run Rudolph Run sehr eng angelehnt an den Song Johnny B. Goode, den Chuck Berry ebenfalls 1958 veröffentlichte und der ein internationaler Erfolg wurde. Der Song basiert auf der für den frühen Rhythm and Blues und Rock ’n’ Roll der späten 1950er Jahre typischen 12-taktigen Blues-Struktur, die auch für Chuck Berrys Stil charakteristisch ist. Das Stück zeichnet sich Chuck Berrys markante E-Gitarrenriffs und Soli sowie durch einen treibenden Rhythmus mit Schlagzeug und Walking Bass aus, ergänzt durch Chuck Berrys charakteristischen Gesangsstil. Er hat ein schnelles, mitreißendes Tempo, mit dem die Dringlichkeit von Rudolphs Aufgabe unterstrichen wird.

### Text
Der Text setzt sich im Wesentlichen aus einem zweizeiligen Intro und zwei vierzeiligen Strophen zusammen, wobei der Refrain – abweichend vom Titel Run run Rudolph – insgesamt viermal vorkommt. im Mittelstück werden zwei aufeinanderfolgende Refrains von einem längeren Gitarrenintermezzo unterbrochen.
Inhaltlich wird von einem lyrischen Ich das Leit-Rentier Rudolph humorvoll zu mehr Geschwindigkeit angetrieben, damit Santa Claus rechtzeitig in die Stadt kommt, um Kindern ihre Geschenke zu bringen. Im Intro wird das Rentier als Mastermind bezeichnet, dem jedoch Randolph dicht auf den Fersen sei. Randolph kommt in der ursprünglichen Rudolph-Geschichte nicht vor; Berry könnte sich damit womöglich mehr oder weniger augenzwinkernd auf den Song Randolph the Flat-Nosed Reindeer von Homer and Jethro aus dem Jahr 1953 beziehen.
Die beiden Einzelstrophen beschreiben jeweils die Bescherung bei einem Jungen und einem Mädchen, die von Santa Claus ihre sehnlichsten Wünsche erfüllt bekommen – der Junge erhält eine elektrische Gitarre und das Mädchen eine Puppe, die „weinen, schlafen, trinken und einnässen“ kann. Im Anschluss rennt Rudolph schnell wie eine Sternschnuppe bzw. ein Jagdflugzeug weiter.

## Musikvideo
Im Jahr 2020 produzierte Universal Music Enterprises (UMe), eine Unterorganisation der Universal Music Group, gemeinsam mit den Erben des 2017 verstorbenen Chuck Berry das erste offizielle Musikvideo für Run Rudolph Run. In dem Animationsfilm reisen Chuck Berry und Santa Claus durch die Welt, liefern über Chuck Berrys Heimatstadt St. Louis Spielzeug aus und besuchen einige Sehenswürdigkeiten der Stadt.

## Chartplatzierungen
Die Single erhielt ihre erste Platzierung in den amerikanischen Billboard-Charts im Erscheinungsjahr 1958 auf Platz 69 und blieb auch nur für drei Wochen in den Charts. 1964 war sie für sechs Wochen in den britischen Musikcharts verzeichnet und stieg bis auf Platz 36. Erst 2018 wurde das Lied dann erneut sowohl in die britischen wie auch in den amerikanischen Charts gelistet, wobei es in der Weihnachtssaison 2020/21 und damit 62 Jahre nach dem Erscheinen zum ersten Mal den Platz 10 und damit die Top 10 der Billboard-Charts erreichte.

### Chuck Berry
| Periode   | Höchstplatzierung, GesamtwochenChartplatzierungen (Periode, Platzierungen, Wochen) | Höchstplatzierung, GesamtwochenChartplatzierungen (Periode, Platzierungen, Wochen) | Höchstplatzierung, GesamtwochenChartplatzierungen (Periode, Platzierungen, Wochen) | Höchstplatzierung, GesamtwochenChartplatzierungen (Periode, Platzierungen, Wochen) |
| Periode   | AT                                                                                 | CH                                                                                 | UK                                                                                 | US                                                                                 |
| --------- | ---------------------------------------------------------------------------------- | ---------------------------------------------------------------------------------- | ---------------------------------------------------------------------------------- | ---------------------------------------------------------------------------------- |
| 1958/59   | —                                                                                  | —                                                                                  | —                                                                                  | US69 (3 Wo.)US                                                                     |
|           |                                                                                    |                                                                                    |                                                                                    |                                                                                    |
|           |                                                                                    |                                                                                    |                                                                                    |                                                                                    |
| 1963/64   | —                                                                                  | —                                                                                  | UK36 (6 Wo.)UK                                                                     | —                                                                                  |
|           |                                                                                    |                                                                                    |                                                                                    |                                                                                    |
|           |                                                                                    |                                                                                    |                                                                                    |                                                                                    |
| 2018/19   | —                                                                                  | —                                                                                  | UK94 (1 Wo.)UK                                                                     | US45 (1 Wo.)US                                                                     |
| 2019/20   | —                                                                                  | —                                                                                  | UK83 (1 Wo.)UK                                                                     | US36 (1 Wo.)US                                                                     |
| 2020/21   | —                                                                                  | —                                                                                  | UK89 (2 Wo.)UK                                                                     | US10 (3 Wo.)US                                                                     |
| 2021/22   | —                                                                                  | CH60 (1 Wo.)CH                                                                     | UK67 (2 Wo.)UK                                                                     | US25 (5 Wo.)US                                                                     |
| 2022/23   | —                                                                                  | CH54 (1 Wo.)CH                                                                     | UK62 (3 Wo.)UK                                                                     | US32 (4 Wo.)US                                                                     |
| 2023/24   | —                                                                                  | CH54 (3 Wo.)CH                                                                     | UK49 (4 Wo.)UK                                                                     | US27 (5 Wo.)US                                                                     |
| 2024/25   | AT71 (1 Wo.)AT                                                                     | CH39 (3 Wo.)CH                                                                     | UK47 (3 Wo.)UK                                                                     | US14 (4 Wo.)US                                                                     |
| Insgesamt | AT71 (1 Wo.)AT                                                                     | CH39 (8 Wo.)CH                                                                     | UK36 (22 Wo.)UK                                                                    | US10 (26 Wo.)US                                                                    |

grau schraffiert: keine Chartdaten aus diesem Jahr verfügbar

### Version von Mark Ambor
| Periode   | Höchstplatzierung, GesamtwochenChartplatzierungen (Periode, Platzierungen, Wochen) | Höchstplatzierung, GesamtwochenChartplatzierungen (Periode, Platzierungen, Wochen) |
| Periode   | UK                                                                                 | US                                                                                 |
| --------- | ---------------------------------------------------------------------------------- | ---------------------------------------------------------------------------------- |
| 2024/25   | UK31 (4 Wo.)UK                                                                     | US78 (1 Wo.)US                                                                     |
| Insgesamt | UK31 (4 Wo.)UK                                                                     | US78 (1 Wo.)US                                                                     |

## Rezeption

### Coverversionen

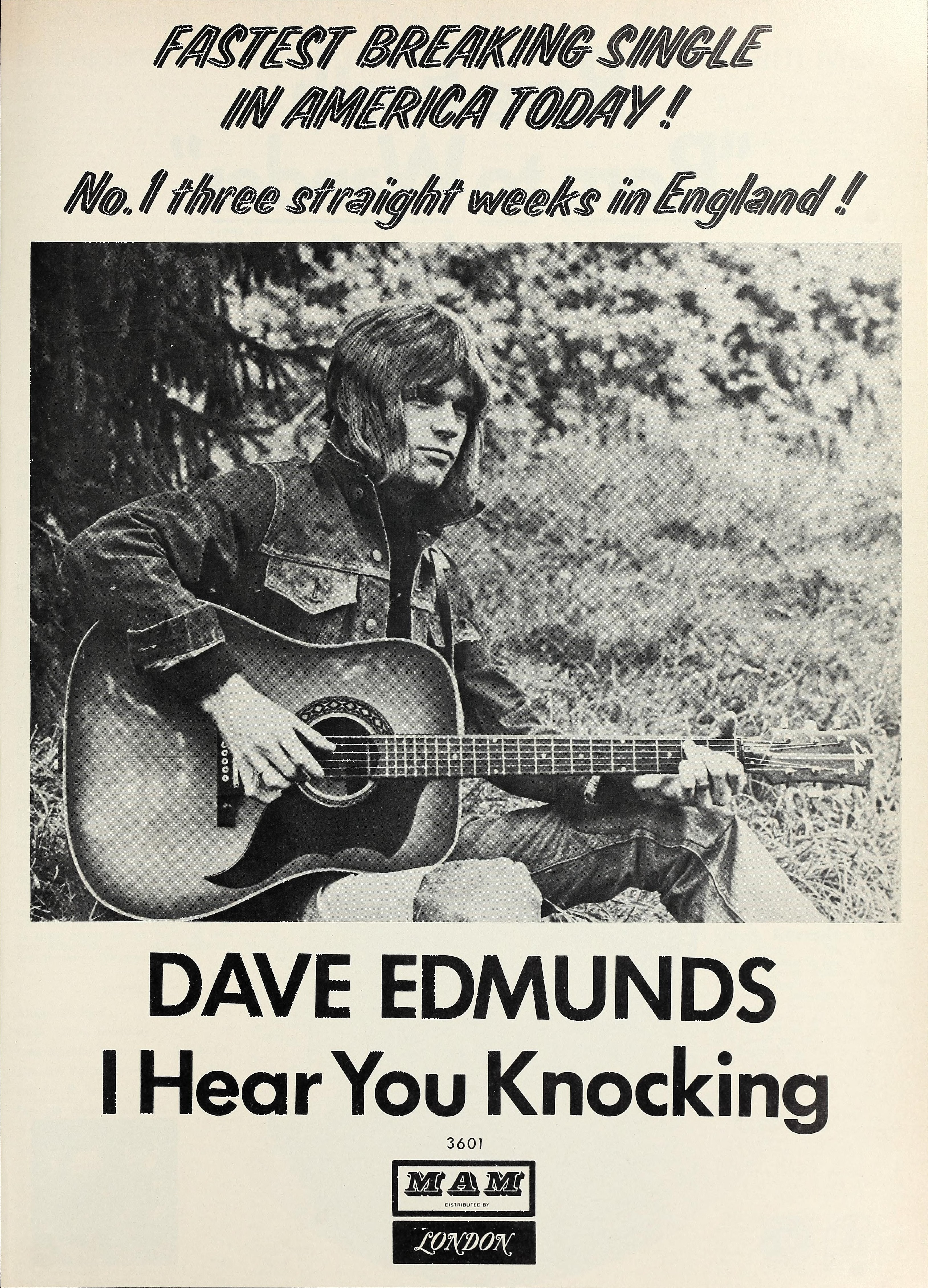
Dave Edmunds (hier 1970) war einer der Ersten, die das Lied als Coverversion aufgriffen.

Run Rudolph Run hat sich zu einem Weihnachtsklassiker entwickelt. Es wurde in den Jahren seit seiner Erstveröffentlichung zahlreich gecovert, vor allem von Musikern und Bands aus dem Bereich der Rockmusik seit den 1970er Jahren. Die Datenbank secondhandsongs.com listet fast 200 Versionen des Liedes, auf cover.info werden aktuell etwa 65 Versionen gelistet.
Zu den frühesten Versionen gehörten Aufnahmen des walisischen Rockmusikers Dave Edmunds, der das Lied mit einer Band namens Plum Crazy als Medley mit Jingle Bells im Jahr 1973 spielte. Ebenfalls in den 1970er Jahren erschienen Versionen von den Firebeats, Copperpenny, The Yobs (ein Pseudonym der Band The Boys), Ducks Deluxe, Foghat und dem Gitarristen der Rolling Stones, Keith Richards. Sowohl Foghead wie auch Ducks Deluxe arbeiteten in ihrer aktiven Zeit eng mit Dave Edmunds zusammen, der teilweise ihre Alben und Songs produzierte; letztere veröffentlichten Run Rudolph Run auf einem Live-Mitschnitt ihres Abschiedskonzert von 1975. 1982 veröffentlichte Edmunds das Lied dann nochmals mit seiner Dave Edmunds Band in einer Version für den Soundtrack zu Film Party Party. 1987 erschien eine Live-Version des Liedes von Bryan Adams auf der ersten Ausgabe der Weihnachtscompilation-Serie A Very Special Christmas, die zur Unterstützung der Special Olympics veröffentlicht wurde. Eine weitere Version der 1980er Jahre erschien von Southern Pacific.
In den 1990er Jahren nahmen auch Musiker anderer Musikrichtungen das Lied auf, vor allem aus dem Bereich des stark vom Rock ’n’ Roll beeinflussten Rockabilly und Psychobilly sowie aus der amerikanischen Country-Musik. Unter anderem erschienen in diesem Jahrzehnt Versionen von Mojo Nixon, The Regular Einsteins, Dwight Yoakam, Hanson, Roomful of Blues, Paul Brandt, The Continentals, Mek & The X-mas Peks oder Missile Toe.

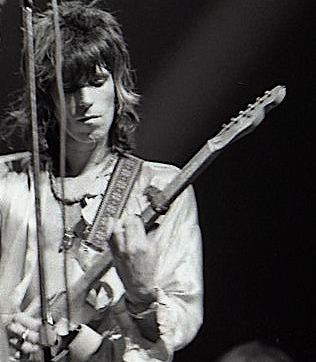
Keith Richards, 1973
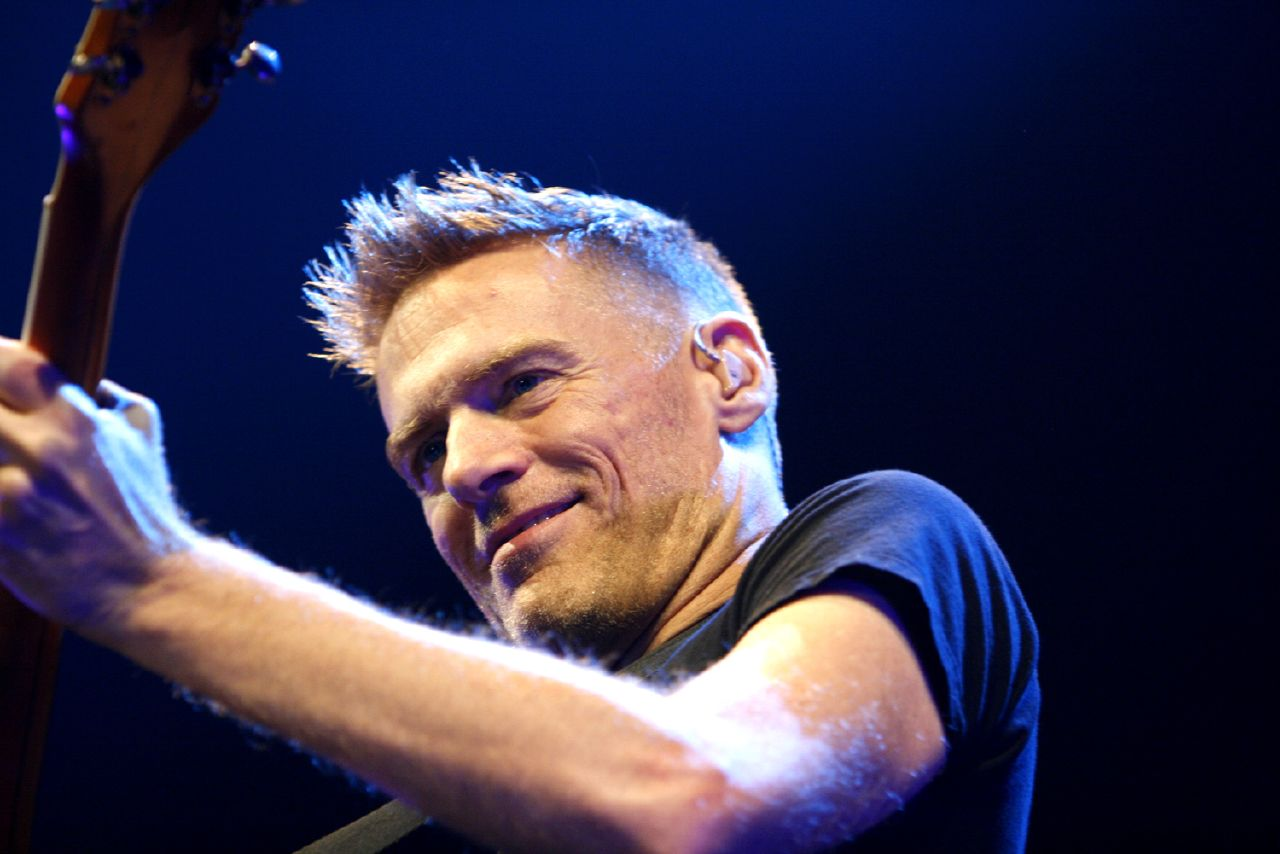
Bryan Adams, 2007
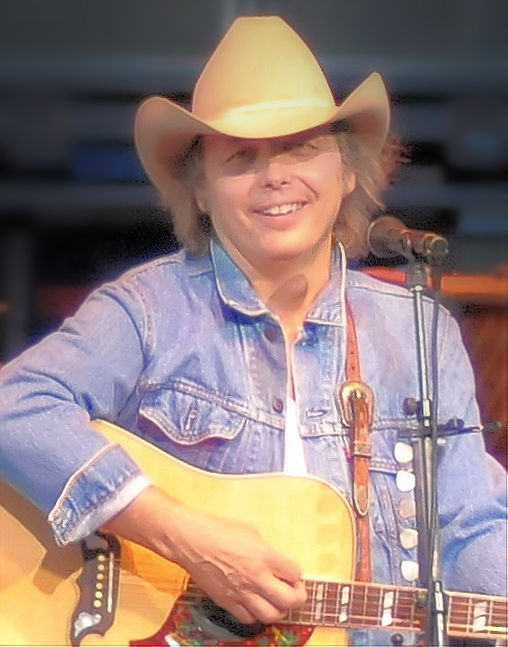
Dwight Yoakam, 2006
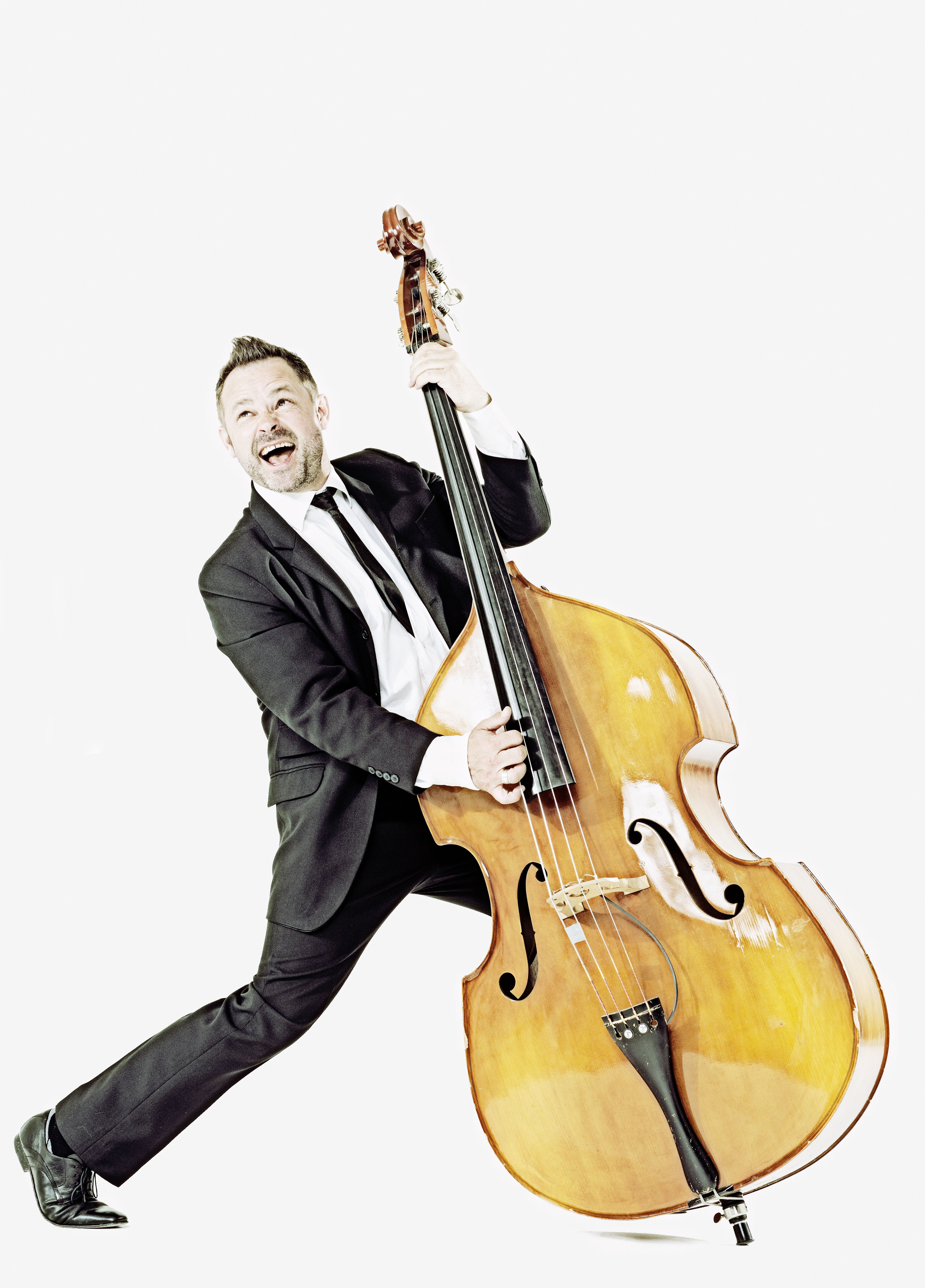
Mek Tek, 1983

Ab 2000 setzte sich der Trend fort, wobei auch zunehmend Interpreten der rockigeren Mainstream-Popmusik hinzukamen. So reihten sich in die Interpreten von Coverversionen ab 2000 neben Lynyrd Skynyrd, Brian Setzer, Aaron Tippin und The Tractors auch Sheryl Crow (auf der fünften Auflage von A Very Special Christmas), Billy Idol und Aaron Carter ein. Die Schauspielerin Jane Krakowski sang das Lied in der Fernsehserie Ally McBeal und 2006 war eine Version der Electric Mayhem Band der Muppet-Show auf dem Muppets-Weihnachtsalbum A Green and Red Christmas zu hören. 2008 erschien eine gemeinsame Supergroup-Version von Motörhead-Frontman Lemmy Kilmister mit Billy F. Gibbons von ZZ Top und Dave Grohl von den Foo Fighters als Metalaufarbeitung.
Spätestens ab diesem Zeitpunkt etablierte sich Run Rudolph Run zu einem Standardsong auf den Weihnachtsveröffentlichungen von Musikern aller Stilrichtungen. So kamen bis in die 2020er Jahre Versionen von so unterschiedlichen Musikern und Bands wie CeeLo Green, Kelly Clarkson, Human Nature, Straight No Chaser, William Shatner, Train, Andreas Gabalier, Lee Aaron, Norah Jones und Cher zusammen.

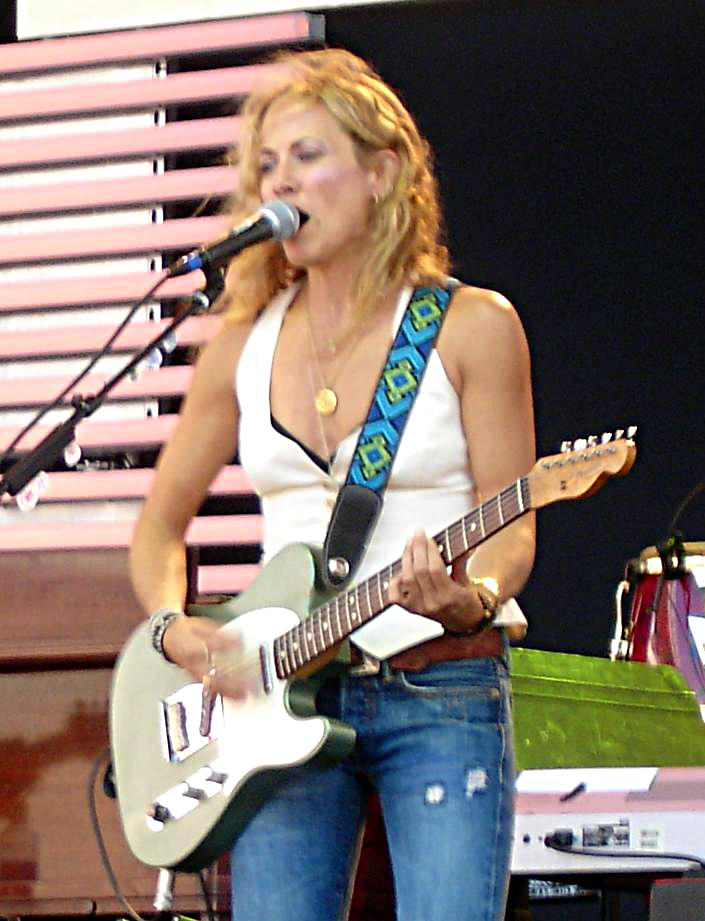
Sheryl Crow, 2007
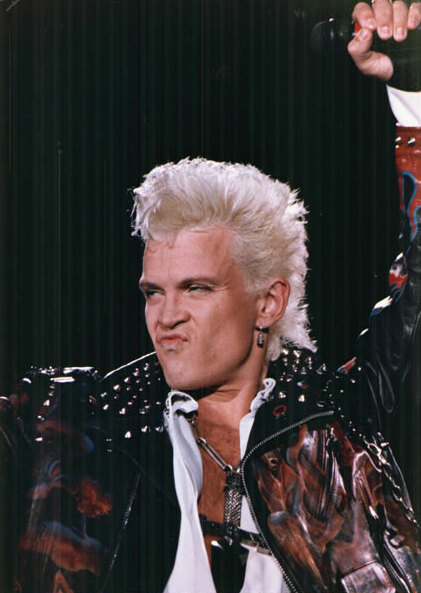
Billy Idol, 1990
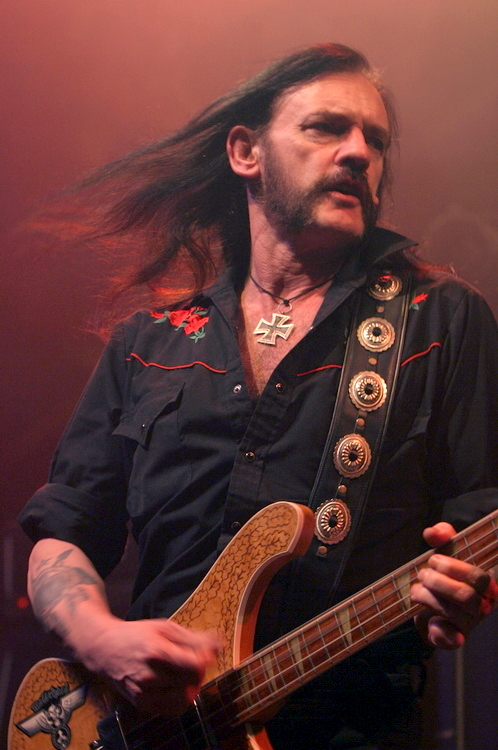
Lemmy Kilmister, 2005
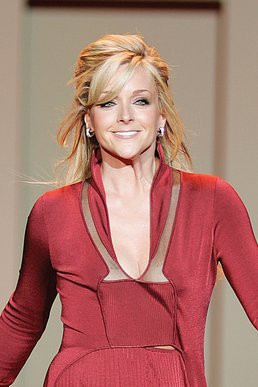
Jane Krakowski, 2007

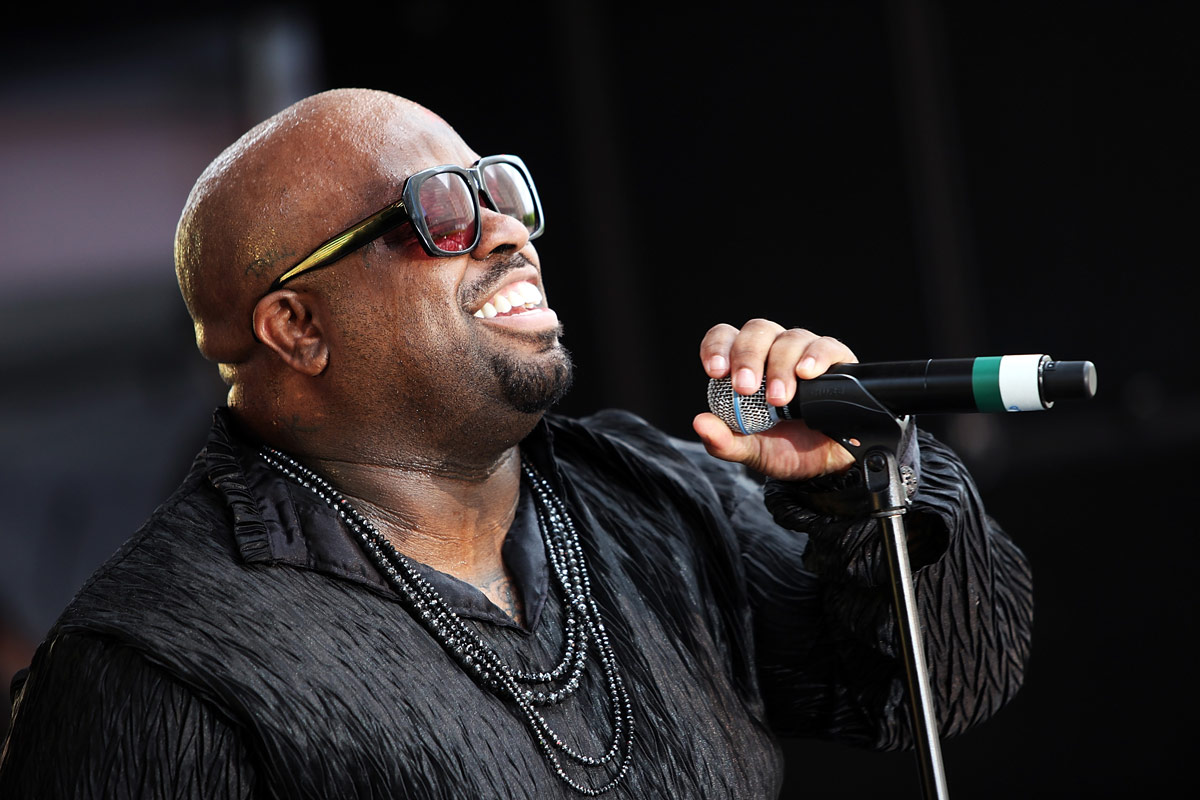
CeeLo Green, 2011
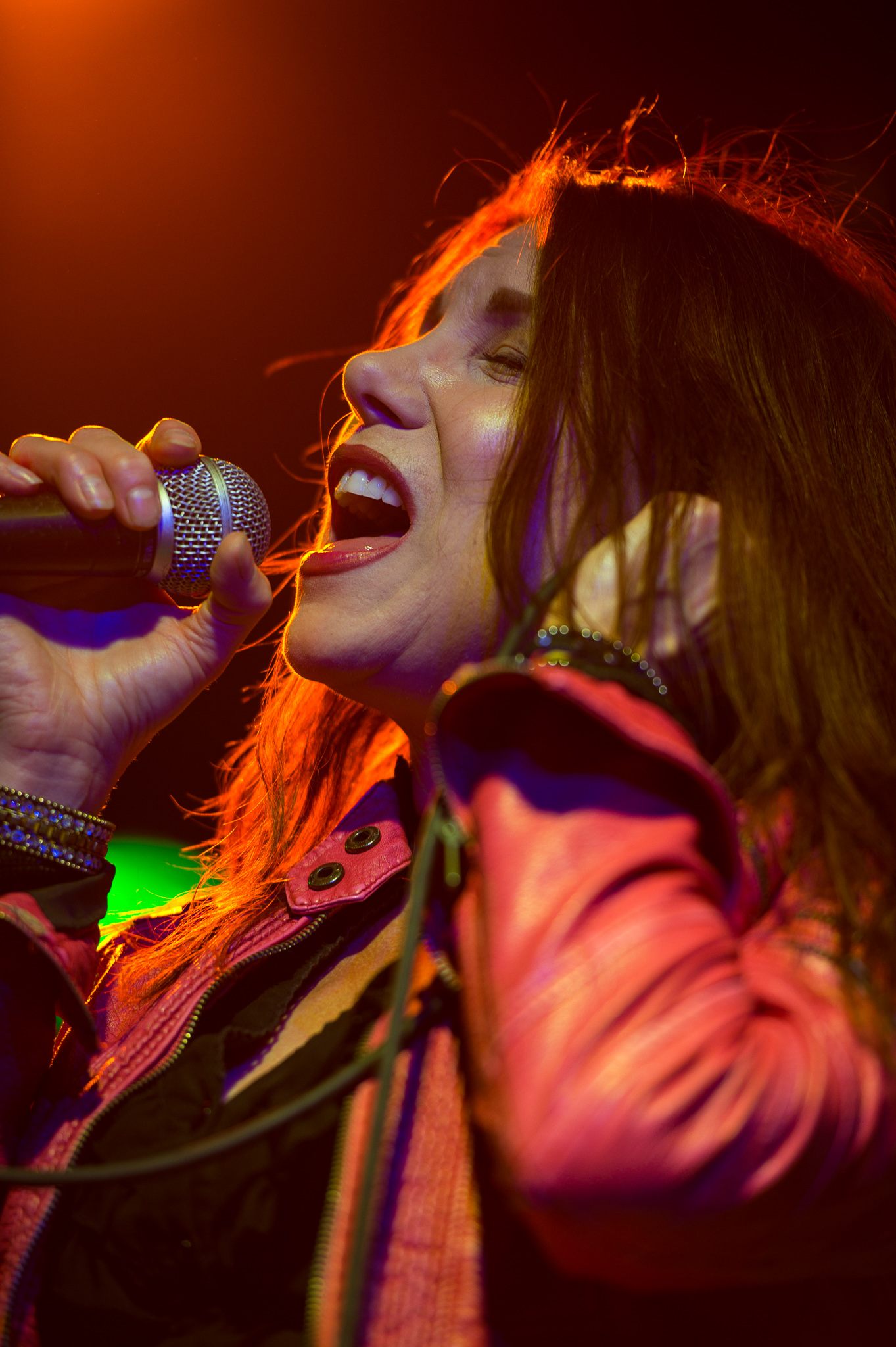
Lee Aaron, 2017
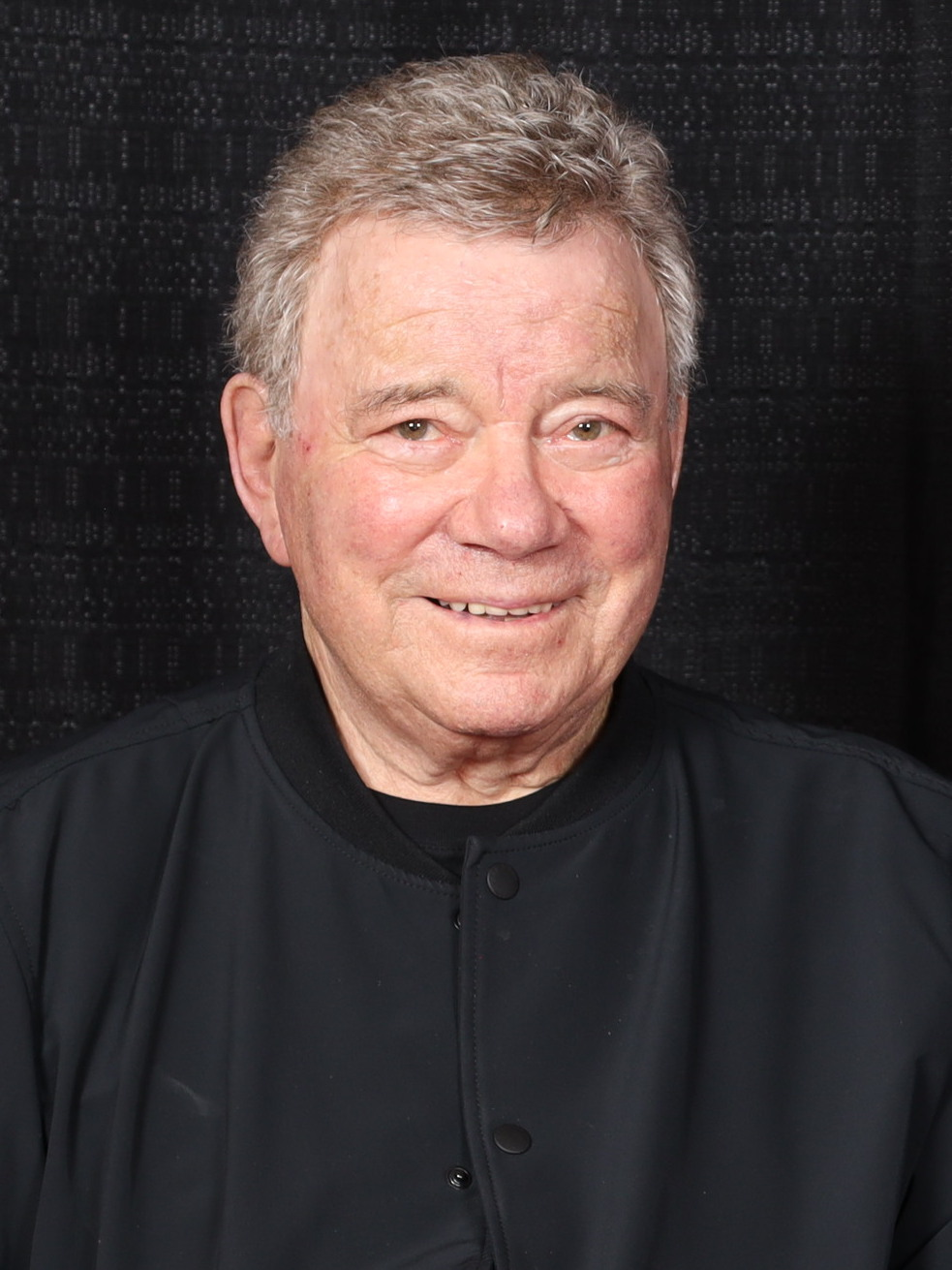
William Shatner, 2024
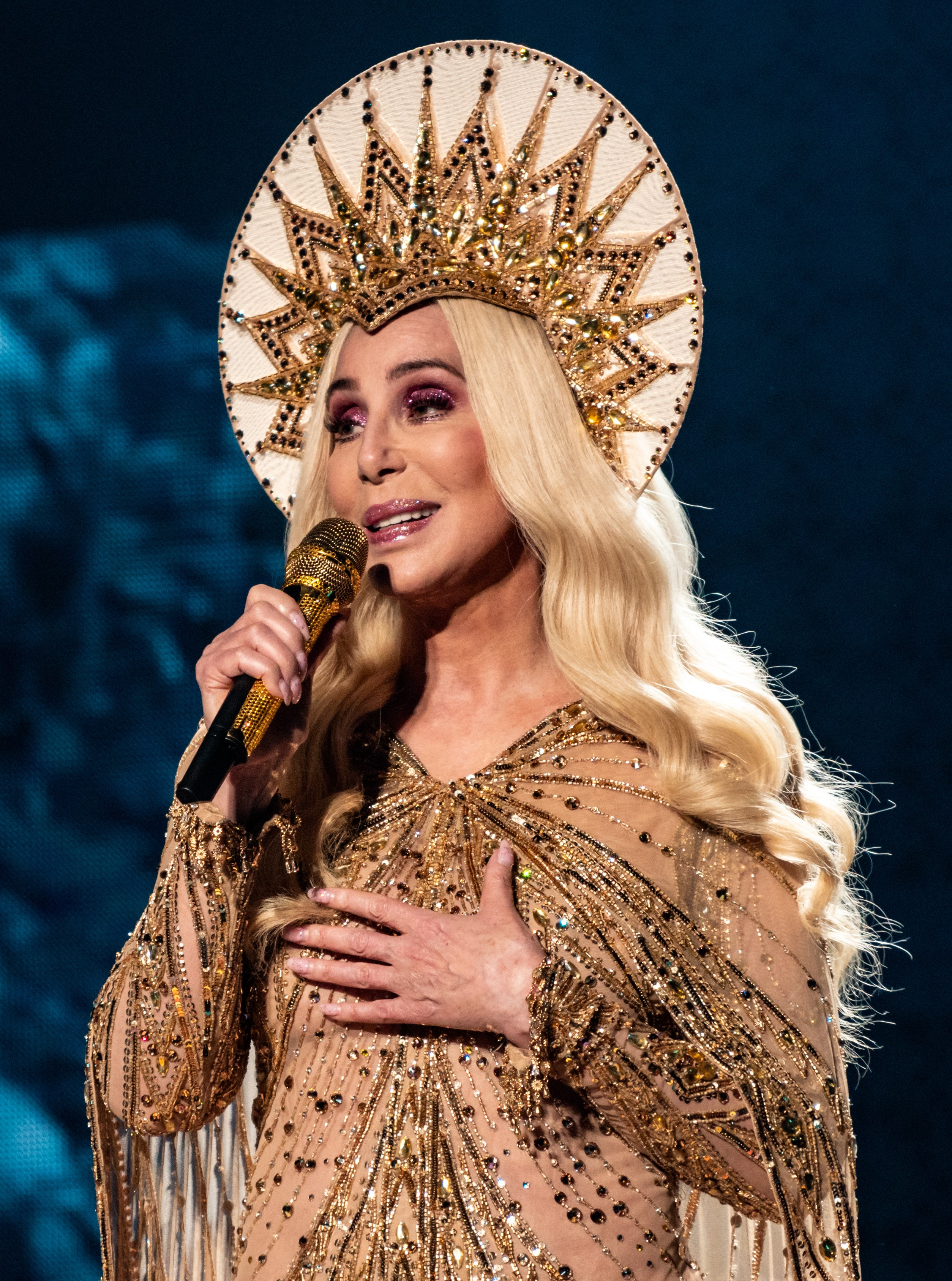
Cher, 2019

### Einsatz in Film und Fernsehen
Als Weihnachtsklassiker wurde Run Rudolph Run mehrfach als Filmmusik für Filme mit Weihnnachtsbezug eingesetzt. So wurde es etwa für eine stressige Flughafenszene in dem Film Kevin – Allein zu Haus im Jahr 1990 genutzt. 1998 wurde es zudem für die Komödie Eine wüste Bescherung eingesetzt (Version von Five Easy Pieces) und 2000 in dem Filmdrama Cast Away – Verschollen verwendet.
Weitere Filme, in denen das Lied verwendet wurde, sind Party Party (1983; Version von der Dave Edmunds Band), Versprochen ist versprochen (1996), Santa Clause 2 – Eine noch schönere Bescherung (2002), Ein Schlitzohr namens Santa Claus (2003; Version vo Bryan Adams), Blendende Weihnachten (2006; Version von Marc Dauer), Meine Schwester Charlie unterwegs – Der Film (2011), Bad Moms 2 (2017; Version von Kely Clarkson), Der Grinch (2018; in der Version von The Brian Setzer Orchestra),. Viel Wirbel um Weihnachten (2023; Version von Eldad Guetta), Candy Cane Lane (2023; Version von den Foo Fighters) sowie Family Switch (2023). Zudem gibt es mehrere Fernsehserien, in denen das Lied aufgegriffen wird, etwa Der Prinz von Bel-Air (1990), Ally McBeal (1998), New Girl (2011), Castle (2012) und 9-1-1 (2019).

### Weitere Rezeption
Ab Ende der 1990er Jahre wurde der US-amerikanische Bomben-Attentäter Eric Rudolph wegen des Bombenanschlags bei den Olympischen Spielen 1996 sowie weiterer Mordanschläge auf Abtreibungskliniken und Homosexuellen-Clubs landesweit als einer der meistgesuchten Straftäter der USA verfolgt. Während der mehrjährigen Flucht erfuhr Rudolph Sympathie von Abtreibungsgegnern und anderen Unterstützern, die unter anderem Autoaufkleber und T-Shirts mit dem Slogan Run Rudolph run verbreiteten.

## Belege
1. ↑  Run! Rudolph, the Red-Nosed Reindeer – and the copyright mystery - The Chuck Berry Collectors Blog. Abgerufen am 15. November 2024.
2. 1 2  Tina Benitez-Eves: The Song Credit Debacle and Mystery "Writer" Behind Chuck Berry's 1958 Holiday Hit "Run Rudolph Run". 22. Dezember 2023, abgerufen am 15. November 2024 (amerikanisches Englisch).
3. ↑  
Chuck Berry – Merry Christmas Baby/Run Rudolph Run bei Discogs, Single auf discogs.com; abgerufen am 11. November 2024.
4. ↑  Daniel Kreps: See Chuck Berry's Festive New Animated 'Run Rudolph Run' Video. In: Rolling Stone. 16. Oktober 2020, abgerufen am 23. November 2024 (amerikanisches Englisch).
5. ↑  Chuck Berry: Run Rudolph Run, Musikvideo auf imdb.com; abgerufen am 23. November 2024.
6. ↑  Chartquellen Chuck Berry: AT CH UK UK2 US
7. ↑  Chartquellen Mark Ambor: UK US
8. 1 2  Chuck Berry – Run Rudolph Run auf cover.info, abgerufen am 14. November 2024.
9. 1 2  Chuck Berry – Run Rudolph Run auf secondhandsongs.com, abgerufen am 14. November 2024.
10. ↑  
Verschiedene Interpreten – Christmas at the Patti bei Discogs, Compilation-Album auf discogs.com; abgerufen am 16. November 2024.
11. ↑  
Firebeats – Taste of Hits bei Discogs, Album auf discogs.com; abgerufen am 23. November 2024.
12. ↑  
Rich Warmill, Copperpenny – Run Rudolph Run bei Discogs, Single auf discogs.com; abgerufen am 23. November 2024.
13. ↑  
The Yobs – Run Rudolph Run bei Discogs, Single auf discogs.com; abgerufen am 23. November 2024.
14. 1 2  
Ducks Deluxe – Last Night of a Pub Rock Band bei Discogs, Live-Album auf discogs.com; abgerufen am 16. November 2024.
15. ↑  
Foghead – Run Rudolph Run bei Discogs, Single auf discogs.com; abgerufen am 16. November 2024.
16. ↑  
Keith Richards – Run Rudolph Run bei Discogs, Single auf discogs.com; abgerufen am 16. November 2024.
17. 1 2  
Verschiedene Interpreten – Party Party (Original Motion Picture Soundtrack) bei Discogs, Single auf discogs.com; abgerufen am 16. November 2024.
18. 1 2  Soundtrack Party Party auf imdb.com; abgerufen am 17. November 2024.
19. ↑  
Verschiedene Interpreten – A Very Special Christmas bei Discogs, Single auf discogs.com; abgerufen am 16. November 2024.
20. ↑  
Verschiedene Interpreten – Warner Bros. Records Presents: A Christmas Tradition, Volume II bei Discogs, Single auf discogs.com; abgerufen am 17. November 2024.
21. ↑  
Mojo Nixon & the Toadliquors – Horny Holidays bei Discogs, Album auf discogs.com; abgerufen am 23. November 2024.
22. ↑  
The Regular Einsteins – Oldies for a Cool Christmas bei Discogs, Album auf discogs.com; abgerufen am 23. November 2024.
23. ↑  
Dwight Yoakam – Come on Christmas bei Discogs, Album auf discogs.com; abgerufen am 23. November 2024.
24. ↑  
Hanson – Snowed in bei Discogs, Album auf discogs.com; abgerufen am 23. November 2024.
25. ↑  
Roomful of Blues – Roomful of Christmas bei Discogs, Album auf discogs.com; abgerufen am 23. November 2024.
26. ↑  
Paul Brandt – A Paul Brandt Christmas: Shall I Play For You? bei Discogs, Album auf discogs.com; abgerufen am 23. November 2024.
27. ↑  
The Continentals with Special Guest Wanda Jackson – Merry Christmas Baby bei Discogs, Album auf discogs.com; abgerufen am 23. November 2024.
28. ↑  
Mek & the X-Mas Peks – Mek & The X-Mas Peks bei Discogs, Album auf discogs.com; abgerufen am 23. November 2024.
29. ↑  
Missile Toe – Down on a Thistle bei Discogs, Album auf discogs.com; abgerufen am 23. November 2024.
30. ↑  
Lynyrd Skynyrd – Christmas Time Again bei Discogs, Album auf discogs.com; abgerufen am 23. November 2024.
31. ↑  
The Brian Setzer Orchestra – Boogie Woogie Christmas bei Discogs, Album auf discogs.com; abgerufen am 23. November 2024.
32. ↑  
Aaron Trippin – A December to Remember bei Discogs, Album auf discogs.com; abgerufen am 23. November 2024.
33. ↑  
The Tractors – The Big Night bei Discogs, Album auf discogs.com; abgerufen am 23. November 2024.
34. ↑  
Verschiedene Interpreten – A Very Special Christmas 5 bei Discogs, Compilation-Album auf discogs.com; abgerufen am 23. November 2024.
35. ↑  
Billy Idol – Happy Holidays bei Discogs, Album auf discogs.com; abgerufen am 23. November 2024.
36. ↑  
Verschiedene Interpreten – Radio Disney Jingle Jams bei Discogs, Album auf discogs.com; abgerufen am 23. November 2024.
37. 1 2  
Verschiedene Interpreten – Ally McBeal: A Very Ally Christmas bei Discogs, Album auf discogs.com; abgerufen am 23. November 2024.
38. ↑  
The Muppets – A Green and Red Christmas bei Discogs, Album auf discogs.com; abgerufen am 23. November 2024.
39. ↑  
Verschiedene Interpreten – We Wish You a Metal X-Mas and a Headbanging New Year bei Discogs, Compilation-Album auf discogs.com; abgerufen am 23. November 2024.
40. ↑  
CeeLo Green – CeeLo’s Magic Moment bei Discogs, Album auf discogs.com; abgerufen am 23. November 2024.
41. ↑  
Kelly Clarkson – Wrapped in Red bei Discogs, Album auf discogs.com; abgerufen am 23. November 2024.
42. ↑  
Human Nature – The Christmas Album bei Discogs, Album auf discogs.com; abgerufen am 23. November 2024.
43. ↑  
Straight No Chaser – I’ll Have Another … Christmas Album bei Discogs, Album auf discogs.com; abgerufen am 23. November 2024.
44. ↑  
William Shatner – Shatner Claus – The Christmas Album bei Discogs, Album auf discogs.com; abgerufen am 23. November 2024.
45. ↑  
Train – Christmas in Tahoe bei Discogs, Album auf discogs.com; abgerufen am 23. November 2024.
46. ↑  
Andreas Gabalier – A Volks-Rock N Roll Christmas bei Discogs, Album auf discogs.com; abgerufen am 23. November 2024.
47. ↑  
Lee Aaron – Almost Christmas bei Discogs, Album auf discogs.com; abgerufen am 23. November 2024.
48. ↑  
Norah Jones – I Dream of Christmas bei Discogs, Album auf discogs.com; abgerufen am 23. November 2024.
49. ↑  
Cher – Christmas bei Discogs, Album auf discogs.com; abgerufen am 23. November 2024.
50. ↑  MulaMovieclips: Home Alone (1990) Run, Run Rudolph! 28. August 2018, abgerufen am 14. November 2024.
51. ↑  Soundtrack Kevin - Allein zu Haus auf imdb.com; abgerufen am 23. November 2024.
52. ↑  Soundtrack Eine wüste Bescherung auf imdb.com; abgerufen am 23. November 2024.
53. ↑  Soundtrack Cast Away - Verschollen auf imdb.com; abgerufen am 23. November 2024.
54. ↑  Soundtrack Versprochen ist versprochen auf imdb.com; abgerufen am 23. November 2024.
55. ↑  Soundtrack Santa Clause 2 - Eine noch schönere Bescherung auf imdb.com; abgerufen am 23. November 2024.
56. ↑  Soundtrack Ein Schlitzohr namens Santa Claus auf imdb.com; abgerufen am 23. November 2024.
57. ↑  Soundtrack Blendende Weihnachten auf imdb.com; abgerufen am 23. November 2024.
58. ↑  Soundtrack Bad Moms 2 auf imdb.com; abgerufen am 23. November 2024.
59. ↑  Soundtrack The Grinch auf imdb.com; abgerufen am 23. November 2024.
60. ↑  Soundtrack Viel Wirbel um Weihnnachten auf imdb.com; abgerufen am 23. November 2024.
61. ↑  Soundtrack Candy Cane Lane auf imdb.com; abgerufen am 23. November 2024.
62. ↑  Soundtrack Family Switch auf imdb.com; abgerufen am 23. November 2024.
63. ↑  Soundtrack Der Prinz von Bel-Air: Deck the Halls auf imdb.com; abgerufen am 23. November 2024.
64. ↑  Soundtrack New Girl: The 23rd auf imdb.com; abgerufen am 23. November 2024.
65. ↑  Soundtrack Castle: Secret Santa auf imdb.com; abgerufen am 23. November 2024.
66. ↑  Edward Helmore: Seven years, thousands of officers: America's Most Wanted is caught at last. In: The Guardian. 1. Juni 2003, ISSN 0261-3077 (theguardian.com [abgerufen am 17. November 2024]).
67. ↑  Shadi Rahimi: A Remorseless Rudolph Gets Life Sentence for Bombing at Clinic. In: nytimes.com. 18. Juli 2005, abgerufen am 17. November 2024 (englisch).
68. ↑  Jeffrey Gettleman: Bomb Suspect's Picture Of His Life in the Woods Draws Some Skepticism. In: nytimes.com. 8. Juni 2003, abgerufen am 17. November 2024 (englisch).
69. ↑  Stephen Tankel: Toward a Synthesis Vies. In: EastWest Institute (Hrsg.): Countering violent extremism. Lessons from the Abrahamic Faiths. An EWI Policy Research Report. Oktober 2007, S. 68 (ethz.ch [PDF]).